# Matthew Stewart (matemático)
Matthew Stewart FRS FRSE (c.1717/1719 – 23 de enero de 1785) fue un matemático escocés y ministro de religión.
Nació en Rothesay, en la Isla de Bute. Murió en Catrine, Ayrshire. Está enterrado en el Cementerio Greyfriars en Edimburgo.
Matthew Stewart es conocido por el teorema geométrico que lleva su nombre, el Teorema de Stewart.
- Trigonometría

-Trigonometría Triangulación
-Trigonometría esférica
-Función trigonométrica
- Geometría del triángulo

-Teorema de Routh
-Teorema de Ceva
-Teorema del coseno
-Teorema del seno
-Teorema de Apolonio (o teorema de la mediana).